# The Encounter
The Encounter (br: O Caminho para a Eternidade ou pt: O Encontro) é um filme estadunidense de 2011, do gênero drama. Dirigido e co-produzido por David A. R. White, e escrito por Sean Paul Murphy e Timothy Ratajczak. O filme é estrelado por Bruce Marchiano, Jaci Velasquez, Steve Borden e Jamie Nieto.